# تپه فخرآباد
تپه فخر آباد مربوط به هزاره ۴ و ۳ قبل از میلاد است و در شهرستان ورامین، روستای فخر آباد واقع شده و این اثر در تاریخ ۱۴ مرداد ۱۳۸۲ با شمارهٔ ثبت ۹۴۸۴ به‌عنوان یکی از آثار ملی ایران به ثبت رسیده است.